# لا ثوبيا
بلدية الزاوية أو (نقحرة: لا ثوبيا) (بالإسبانية: La Zubia) هي بلدية تقع في مقاطعة غرناطة التابعة لمنطقة أندلوسيا جنوب إسبانيا.

## الديموغرافيا
بلغ عدد سكان بلدية الزاوية 18.412 نسمة عام 2011 (وفقاً للمعهد الوطني الإسباني للإحصاء).
| 11.887 | 12.826 | 14.119 | 15.819 | 16.941 | 17.941 | 18.412 |

## توأمة
لالزاوية اتفاقيات توأمة مع:
- ميركورا تشيوك

## أعلام
- فرنسيسكو سانشيز
- مانويل فرنانديز غينيه
- فرانسيسكو كابيلو
- إنريكي مولينا
- كارمين خيمينيز